# Grand Prix automobile d'Italie 1991
GP précédent GP suivant
Le Grand Prix automobile d'Italie 1991 (Coca-Cola 62° Gran Premio d'Italia) disputé sur le circuit de Monza, en Italie, le 8 septembre 1991, est la quarante-et-unième édition du Grand Prix, la 512e épreuve de l'histoire du championnat du monde de Formule 1 courue depuis 1950 et la douzième manche du championnat 1991.

## Classement
| Pos. | No | Pilote             | Écurie               | Tours | Temps/Abandon                      | Grille | Points |
| ---- | -- | ------------------ | -------------------- | ----- | ---------------------------------- | ------ | ------ |
| 1    | 5  | Nigel Mansell      | Williams-Renault     | 53    | 1 h 17 min 54 s 319 (236,749 km/h) | 2      | 10     |
| 2    | 1  | Ayrton Senna       | McLaren-Honda        | 53    | + 16 s 262                         | 1      | 6      |
| 3    | 27 | Alain Prost        | Ferrari              | 53    | + 16 s 829                         | 5      | 4      |
| 4    | 2  | Gerhard Berger     | McLaren-Honda        | 53    | + 27 s 719                         | 3      | 3      |
| 5    | 19 | Michael Schumacher | Benetton-Ford        | 53    | + 34 s 463                         | 7      | 2      |
| 6    | 20 | Nelson Piquet      | Benetton-Ford        | 53    | + 45 s 600                         | 8      | 1      |
| 7    | 33 | Andrea De Cesaris  | Jordan-Ford          | 53    | + 51 s 136                         | 14     |        |
| 8    | 16 | Ivan Capelli       | Leyton House-Ilmor   | 53    | + 1 min 15 s 019                   | 12     |        |
| 9    | 24 | Gianni Morbidelli  | Minardi-Ferrari      | 52    | + 1 tour                           | 17     |        |
| 10   | 21 | Emanuele Pirro     | Scuderia Italia-Judd | 52    | + 1 tour                           | 16     |        |
| 11   | 26 | Érik Comas         | Ligier-Lamborghini   | 52    | + 1 tour                           | 22     |        |
| 12   | 8  | Mark Blundell      | Brabham-Yamaha       | 52    | + 1 tour                           | 11     |        |
| 13   | 7  | Martin Brundle     | Brabham-Yamaha       | 52    | + 1 tour                           | 19     |        |
| 14   | 11 | Mika Häkkinen      | Lotus-Judd           | 49    | + 4 tours                          | 25     |        |
| 15   | 15 | Mauricio Gugelmin  | Leyton House-Ilmor   | 49    | + 4 tours                          | 18     |        |
| 16   | 34 | Nicola Larini      | Modena-Lamborghini   | 48    | + 5 tours                          | 23     |        |
| Abd. | 14 | Olivier Grouillard | Fondmetal-Ford       | 46    | Moteur                             | 26     |        |
| Abd. | 22 | Jyrki Järvilehto   | Scuderia Italia-Judd | 35    | Surchauffe                         | 20     |        |
| Abd. | 4  | Stefano Modena     | Tyrrell-Honda        | 32    | Moteur                             | 13     |        |
| Abd. | 28 | Jean Alesi         | Ferrari              | 29    | Moteur                             | 6      |        |
| Abd. | 6  | Riccardo Patrese   | Williams-Renault     | 27    | Boîte de vitesses                  | 4      |        |
| Abd. | 3  | Satoru Nakajima    | Tyrrell-Honda        | 24    | Accélérateur                       | 15     |        |
| Abd. | 29 | Éric Bernard       | Larrousse-Ford       | 21    | Moteur                             | 24     |        |
| Abd. | 23 | Pierluigi Martini  | Minardi-Ferrari      | 8     | Sortie de piste                    | 10     |        |
| Abd. | 32 | Roberto Moreno     | Jordan-Ford          | 2     | Sortie de piste                    | 9      |        |
| Abd. | 25 | Thierry Boutsen    | Ligier-Lamborghini   | 1     | Sortie de piste                    | 21     |        |
| Nq.  | 9  | Michele Alboreto   | Footwork-Porsche     |       | Non qualifié                       |        |        |
| Nq.  | 12 | Michael Bartels    | Lotus-Judd           |       | Non qualifié                       |        |        |
| Nq.  | 35 | Eric van de Poele  | Modena-Lamborghini   |       | Non qualifié                       |        |        |
| Nq.  | 30 | Aguri Suzuki       | Larrousse-Ford       |       | Non qualifié                       |        |        |
| Npq. | 18 | Fabrizio Barbazza  | AGS-Ford             |       | Non préqualifié                    |        |        |
| Npq. | 17 | Gabriele Tarquini  | AGS-Ford             |       | Non préqualifié                    |        |        |
| Npq. | 10 | Alex Caffi         | Footwork-Porsche     |       | Non préqualifié                    |        |        |
| Npq. | 31 | Pedro Chaves       | Coloni-Ford          |       | Non préqualifié                    |        |        |

## Pole position et record du tour
- Pole position : Ayrton Senna en 1 min 21 s 114 (vitesse moyenne : 257,415 km/h).
- Meilleur tour en course : Ayrton Senna en 1 min 26 s 061 au 41e tour (vitesse moyenne : 242,619 km/h).

## Tours en tête
- Ayrton Senna : 32 (1-25 / 27-33)
- Riccardo Patrese : 1 (26)
- Nigel Mansell : 20 (34-53)

## Statistiques
- 20e victoire pour Nigel Mansell.
- 49e victoire pour Williams en tant que constructeur.
- 29e victoire pour Renault en tant que motoriste.
- 1ers points pour Michael Schumacher.